# 会計
会計（かいけい、英語: accounting, accountancy）とは、金銭収支や財産の売買を中心とした経済的取引事象を貨幣数値によって記録・計算・報告する制度ないし行為のことである。また、会計や給与に関する事務を経理と呼ぶ。
一般的に支払（英語: payment）の事を「会計」と呼ぶ。

## 概要
多くの場合、会計という語は企業などの組織における会計を指し、金銭や物品の出納を、貨幣を単位として記録、計算、管理等することを意味する。これは情報の利用者が事情に精通した上で判断や意思決定を行うことができるように、経済的な情報を識別し、測定し、伝達するプロセスであり、「経理」とも称される。
会計の歴史については、会計史を参照。

## 会計の分類
会計は様々な観点から分類できる。以下はその例である。
- 分野別
  - 企業会計（私会計）
  - 官庁会計（公会計）
- 目的別
  - 財務会計: 企業の財務状況を明らかにする目的での外部報告
  - 管理会計: 経営の意思決定に役立てる目的での内部報告
  - 税務会計: 公平な課税を目的とした外部報告
- 形式別
  - 制度会計: 法によって形式が制定
  - 非制度会計: 自発的な意思のみに依り、独自形式で公開

## 企業会計
企業会計とは企業がその活動内容および成果を報告する手段として行う会計である。一般に企業は投資家から資金調達を行う。そしてその調達した資金の運用成果を説明する責任を持つ。その説明責任を果たすために行う会計報告が企業会計の主な目的である。
現行の企業会計では投資家保護を目的とし適正な経営成績の開示と財政状態の開示を主としている。したがって誰から見ても同じ結果となる客観性と取り消されることのない確実性を充たす必要がある。そのため費用は発生主義を採用し収益は発生主義より厳密な実現主義で把握されている。そして収益と対応する費用の差として求められるのが利益である（費用収益対応の原則）。一般に収益と利益は似た意味に用いられるが、会計上は収益と利益は異なる概念である。

### 企業会計の構成要素
資産、負債、純資産、収益、純利益、株主資本、費用により構成されている。
これらに包括利益を加え、概念フレームワークにまとめられている。
- 人的資源
  - 経理部や財務部といった企業内部での会計専門部署の設置と専門的能力を備えた人材
  - 財務諸表に社会的信頼性を付与するために経営者と公認会計士の協力
- 会計期間の公準による決算期という会計期間の設定
- 記帳と報告書の規定
  - 複式簿記による借方と貸方の設定と仕訳の記帳
  - 仕訳帳、試算表、総勘定元帳、財務諸表
- 内部統制という概念
- 内部監査・外部監査といった監査による財務諸表の信頼性の担保
- 棚卸による適正な売上原価の算定および資産価値の評価
- 会計ソフトウェアを含む電子的な情報システム

## 理論
実務としての会計が従うべき規則を会計基準という。さらにその背後には会計基準を導き出す源となる、会計の基本原則が見出されている。これを会計公準という。
会計公準は歴史的・法域的に多様である。例として概念フレームワーク、ギルマンの会計公準が挙げられる。

### ギルマンの会計公準
ギルマンの会計公準は実務における会計慣習から見出された会計公準の一種である。以下の3原則からなる。
- 企業実体の公準: 会計の対象を投資家と切り離した企業それ自身に限定するもの
- 会計期間の公準: 企業は永久にその事業を続けるとの前提のもとで、会計の期間を区切るもの
- 貨幣的評価の公準: 貨幣単位で財務報告を行うとするもの

## 特性
会計は算出方法により異なる特性をもつ。

### 目的適合性
目的適合性（英: relevance）は利用者の意思決定へ影響を与えるという性質である。会計は意思決定のために存在するため、利用者の意思決定へ影響を与えることは有用な会計に必須の要件である。

### 比較可能性
比較可能性（英: comparability）は要素間の類似と相違を認識できるという性質である。ある要素を他社あるいは自社の履歴と比較して意味ある差を見いだせれば、ユーザーはその情報に基づいた合理的意思決定が可能になる。

## 歴史
かつての日本では費用の捉らえ方が取得原価主義であるのに対し諸外国では時価主義が採用されていた。そのためにこの点が日本の企業会計の特徴となり、問題となっていた。
日本では大地震により建物などの固定資産が定期的に崩壊してきた。このような日本の文化、考え方により一定期間でその取得原価の全額を費用とすべきという会計概念が採用されている。そのため取得原価主義と呼ばれている会計基準の体系がなりたっている。
他方、西洋では地震がなく半永久的に建物を使用することのできる。そのため中世などに建設された建物は取得原価がわからず、またそれに基づいた費用化が不可能である。そのため西洋を中心に設定されている国際会計基準では資産の時価評価に基づいた時価主義が採用されている。つまり費用に関して日本と西洋とは異なった会計概念が採用されていた。
21世紀に入り企業の国際化が進んだため会計基準の国際的な統合化、すなわち会計基準のコンバージェンスの必要性が叫ばれるようになった。そのため日本でも会計基準のコンバージェンス化の観点から「会計ビッグバン」と呼ばれる一連の基準改訂を行ってきている。